# 懷特沃特福爾斯 (明尼蘇達州)
懷特沃特福爾斯（英語：Whitewater Falls）是位於美國明尼蘇達州威諾納縣懷特沃特鎮區的一個鬼鎮。

## 歷史
懷特沃特福爾斯的郵局於1856年成立，其後於1899年停運。

## 地理
懷特沃特福爾斯所處的海拔為高於海平面271米（即889英呎），而該地所採用的時區為UTC-6，即北美中部時區（CST）。同時該地設有夏令時間，為UTC-6調快一小時，即UTC-5（CDT）。